# Venas cerebelosas inferiores
Las venas cerebelosas inferiores (TA: venae inferiores cerebelli) son venas bastante grandes provenientes de la superficie inferior del cerebelo. Desembocan en los senos transversos, el seno sigmoideo y el seno petroso inferior, o en el seno occipital.